# Dražen Dalipagić
Dražen Dalipagić (serbi: Дражен Далипагић)  (Mostar, 27 de novembre de 1951 - Belgrad, 25 de gener de 2025), conegut com a «Praja», va ser un jugador de bàsquet serbo-bosnià, un dels més destacats de les dècades de 1970 i 1980.

## Biografia
Va néixer el 27 de novembre de 1951 a la ciutat de Mostar, població situada en aquells moments a la República Federal Socialista de Iugoslàvia i que avui dia forma part de Bòsnia i Hercegovina, fill de pare bosnià i mare croata. Després d'estudiar a l'Escola Tècnica de Mostar va estudiar magisteri a la Universitat de Belgrad. L'any 1979 va entrar a formar part de l'exèrcit iugoslau.

## Carrera esportiva

### A nivell de clubs
| Anys      | Club             | País       |
| --------- | ---------------- | ---------- |
| 1971-1978 | Partizan Belgrad | Iugoslàvia |
| 1979-1980 | Partizan Belgrad | Iugoslàvia |
| 1980-1981 | Carrera Venecia  | Itàlia     |
| 1981-1982 | Partizan Belgrad | Iugoslàvia |
| 1982-1983 | Real Madrid      | Espanya    |
| 1983-1985 | Udine            | Itàlia     |
| 1985-1988 | Carrera Venecia  | Itàlia     |
| 1988-1989 | Verona           | Itàlia     |
| 1990-1991 | Estrella Roja    | Iugoslàvia |

Títols (tots amb el Partizan de Belgrad):
- Copa Korac: 1978
- Campió de Iugoslàvia: 1976
- Campió de la Copa de Iugoslàvia: 1978
- Millor jugador europeu: 1977, 1978 i 1980
- Mr. Europa: 1977 i 1978

El 10 de setembre de 2004 fou inclòs al Basketball Hall of Fame i el 2007 al Saló de la Fama de la FIBA.

### A nivell de selecció
Va participar, als 24 anys, en els Jocs Olímpics d'Estiu de 1976 realitzats a Mont-real (Canadà), on va aconseguir guanyar la medalla de plata en la competició masculina de bàsquet amb la selecció de bàsquet de Iugoslàvia. Posteriorment, en els Jocs Olímpics d'Estiu de 1980 realitzats a Moscou (Unió Soviètica) aconseguí guanyar la medalla d'or i en els Jocs Olímpics d'Estiu de 1984 realitzats a Los Angeles (Estats Units) la medalla de bronze en la mateixa competició.
Al llarg de la seva carrera ha aconseguit quatre medalles en el Campionat del Món de bàsquet masculí, una d'elles d'or; i cinc medalles en el Campionat d'Europa de bàsquet masculí, tres d'elles d'or.